# Khâsekhemrê Neferhotep
Khâsekhemrê Neferhotep Ier est un roi égyptien de la XIIIe dynastie. 

## Famille
Khâsekhemrê Neferhotep semble être issu d'une famille thèbaine non royale ayant une formation militaire. Son grand-père, Nehy, portait le titre d'officier d'un régiment de ville. Nehy était marié à une femme appelée Senebtysy. On ne sait rien d'elle, si ce n'est qu'elle portait le titre commun de maîtresse de maison. Leur seul fils connu s'appelait Haânkhef.
Haânkhef apparaît toujours dans les sources comme le père de Dieu et le sceau royal et sa femme Kemi comme la mère du roi, ce qui indique qu'aucun des deux n'était de naissance royale. La filiation de Haânkhef et de Khâsekhemrê Neferhotep est directement confirmée par un certain nombre de scarabées d'El-Lahoun où le premier serait le père du second. Haânkhef est également explicitement mentionné comme le père de Neferhotep dans le Canon royal de Turin. C'est un fait extrêmement rare car ce papyrus ne nomme normalement que les rois, alors que les personnes non royales sont exclues de la liste.
Les égyptologues ont remarqué qu'au lieu de cacher leurs origines non royales, Khâsekhemrê Neferhotep, son frère et successeur Khâneferrê Sobekhotep mais aussi son prédécesseur Sekhemrê-Souadjtaouy Sobekhotep, remarquablement, les ont proclamées sur leurs stèles et leurs sceaux scarabées, ce qui est en contradiction avec le système égyptien traditionnel où la légitimité du nouveau roi repose principalement sur sa filiation. Ces proclamations d'origine non royale ont peut-être été faites pour dissocier ces rois de leurs prédécesseurs immédiats, en particulier Meribrê Seth dont les monuments ont été usurpés et défigurés.
Ses successeurs l'éphémère Sahathor et Khâneferrê Sobekhotep sont ses frères. Des inscriptions d'Assouan indiquent que Khâsekhemrê Neferhotep a eu au moins deux enfants, nommés Haânkhef et Kemi comme ses parents, avec une femme appelée Senebsen,. Il a peut-être aussi eu un autre fils nommé Ouahneferhotep.

## Règne
Il est mentionné sur le Canon royal de Turin. Il reste onze ans et un mois au pouvoir, fait rare en cette période troublée, réussissant à asseoir suffisamment son autorité pour que ses deux frères Sahathor et Khâneferrê Sobekhotep  lui succèdent.
Il a comme capitale Ititaoui en Égypte centrale.
Il a surtout autorité, le Sud mis à part, sur l’ensemble du delta du Nil à l’exception du 6e nome de Basse-Égypte dont le chef-lieu, Xoïs (Qedem, à proximité de Kafr El-Cheikh) a été la capitale de la XIVe dynastie, parallèle à la XIIIe dynastie et à la XVe dynastie Hyksôs qui va bientôt surgir à Avaris.
On a trouvé des inscriptions sur quelques pierres découvertes près de Byblos, qui lui prête allégeance. Sur d'autres pierres à Assouan des textes documentent tout son règne, ainsi qu'à Bouhen en Nubie, ce qui atteste sa domination sur toute l'Égypte.
À Karnak a été découverte, sous deux mètres de sable, une statue de Néferhotep Ier grandeur nature de 1,80 m, entre le portail de pierre d'un temple de Thoutmôsis Ier et un obélisque de la reine Hatchepsout. Une deuxième statue reliée à la main du pharaon, coincée sous le portail, n'a pu être dégagée. L'ensemble à donc été de nouveau ensablé, pour éviter des dégradations au temple.
On a également trouvé environ soixante scarabées avec son nom.

### Constructions
Son activité de construction a été concentrée principalement près du Fayoum, à Thèbes) et à Éléphantine.
À Abydos, il remet le sanctuaire en activité et organise les cérémonies en sa faveur.

## Sépulture
Plusieurs hypothèses sur l'emplacement de la tombe du roi ont été exprimées. En 2017, la tombe de Khâsekhemrê Neferhotep n'a pas été formellement identifiée, bien qu'il existe maintenant de solides arguments pour qu'elle se trouve à Abydos. Depuis 2013, une équipe d'archéologues de l'université de Pennsylvanie, sous la direction de Josef W. Wegner, fouille une nécropole royale de la fin du Moyen Empire et de la Deuxième Période intermédiaire à Abydos, au pied d'une colline naturelle connue des anciens Égyptiens sous le nom de montagne d'Anubis. La nécropole est située juste à côté du complexe funéraire massif de Sésostris III de la XIIe dynastie et comprend deux autres grandes tombes, probablement des pyramides construites au milieu de la XIIIe dynastie, ainsi que pas moins de huit tombes royales, datant probablement de la dynastie d'Abydos. L'une des grandes tombes, qui a été largement pillée de ses objets et de ses pierres pendant la Deuxième Période intermédiaire, connue aujourd'hui sous le nom de tombe S10, est maintenant supposée appartenir au roi Khâneferrê Sobekhotep, frère de Khâsekhemrê Neferhotep, sur la base de plusieurs découvertes montrant le nom Sobkehotep provenant des tombes royales voisines, comme celle de Ouseribrê Senebkay. En conséquence, Wegner a suggéré que la grande tombe anonyme voisine S9 pourrait avoir appartenu à Khâsekhemrê Neferhotep. Les égyptologues ont également noté que les deux rois étaient très actifs dans la région d'Abydos pendant leurs règnes.
Parmi les hypothèses plus anciennes concernant l'emplacement du tombeau de Neferhotep, on trouve celle proposée par Nicolas Grimal, selon laquelle Neferhotep aurait été enterré dans une pyramide à Licht, proche de celle de Sésostris Ier, une opinion partagée par Michael Rice, ce qui reste conjectural, car aucun artefact permettant d'identifier Neferhotep comme le propriétaire d'une telle pyramide n'a été trouvé. L'hypothèse de Grimal ne repose que sur des preuves indirectes : la présence de scarabées de Neferhotep à Licht ainsi que la découverte d'un ouchebti d'un prince Ouahneferhotep près de la porte nord du temple mortuaire du complexe de la pyramide de Sésostris Ier,,. L'ouchebti a été enveloppé dans du lin et placé dans un cercueil miniature, qui est daté de la XIIIe dynastie pour des raisons stylistiques. Ceci, ainsi que le nom de Ouahneferhotep et son titre de fils du roi, indiquent qu'il était probablement un fils d'un Neferhotep qui aurait été enterré à proximité de la pyramide de son père.
Par ailleurs, Dawn Landua-McCormack a suggéré que la pyramide inachevée de Saqqarah sud aurait pu être candidate pour le site d'enterrement de Neferhotep. Cette pyramide, datant du milieu de la XIIIe dynastie, était dotée de deux sarcophages élaborés qui auraient pu être destinés à deux frères rois de la dynastie tels que Khâsekhemrê Neferhotep Ier et Khâneferrê Sobekhotep.